# Гибсън (пустиня)
Вижте пояснителната страница за други значения на Гибсън.
Гибсън (на английски: Gibson Desert) е пустиня в западната част на Австралия, разположена в източната част на щата Западна Австралия. Площта ѝ е 155 530 км². Разположена е между Голямата пустиня Виктория на юг, Голямата пясъчна пустиня на север, и планините Хамърсли на запад и Мъсгрейв на изток. Повърхността ѝ представлява плато с надморска височина 300 – 500 m, изградено от докамбрийски скали, препокрити от чакъли, които са продукт от разрушаването на древната железиста броня. На изток се издигат остатъчни възвишения, изградени от гранити и пясъчници с максимална височина 762 m, а западните ѝ части са заети от солончаци. Тук е разположен големият солончак-езеро Дисапойнтмент. Годишната сума на валежите е под 250 mm, които падат епизодично. Отделни участъци от пустинята са покрити с храстови акации, лобода и житната трева спинифекс. Единствените човешки същества в района са местните аборигени, които нямат почти никакъв контакт с останалия свят и се занимават с екстензивно пасищно животновъдство. Животните в района на пустинята Гибсън са ръждивото кенгуру, камилата и птицата ему.
Пустинята Гибсън е открита през 1873 г. от английският изследовател на Австралия Ърнест Джайлс. През 1874 г. Джайлс предприема нова експедиция в пустинята и тогава той я наименува в чест на загиналия в нея Алфред Гибсън (Alfred Gibson), участник в експедицията. През 1876 г. Джайлс предприема трета голяма експедиция в района като провежда мащабни географски изследвания и топографски заснемания. Същата година друг австралийски изследовател, Ърнест Гилс успява да я пресече, но за малко и той не загива поради оскъдните водни запаси.